# Romanisation de l'ukrainien

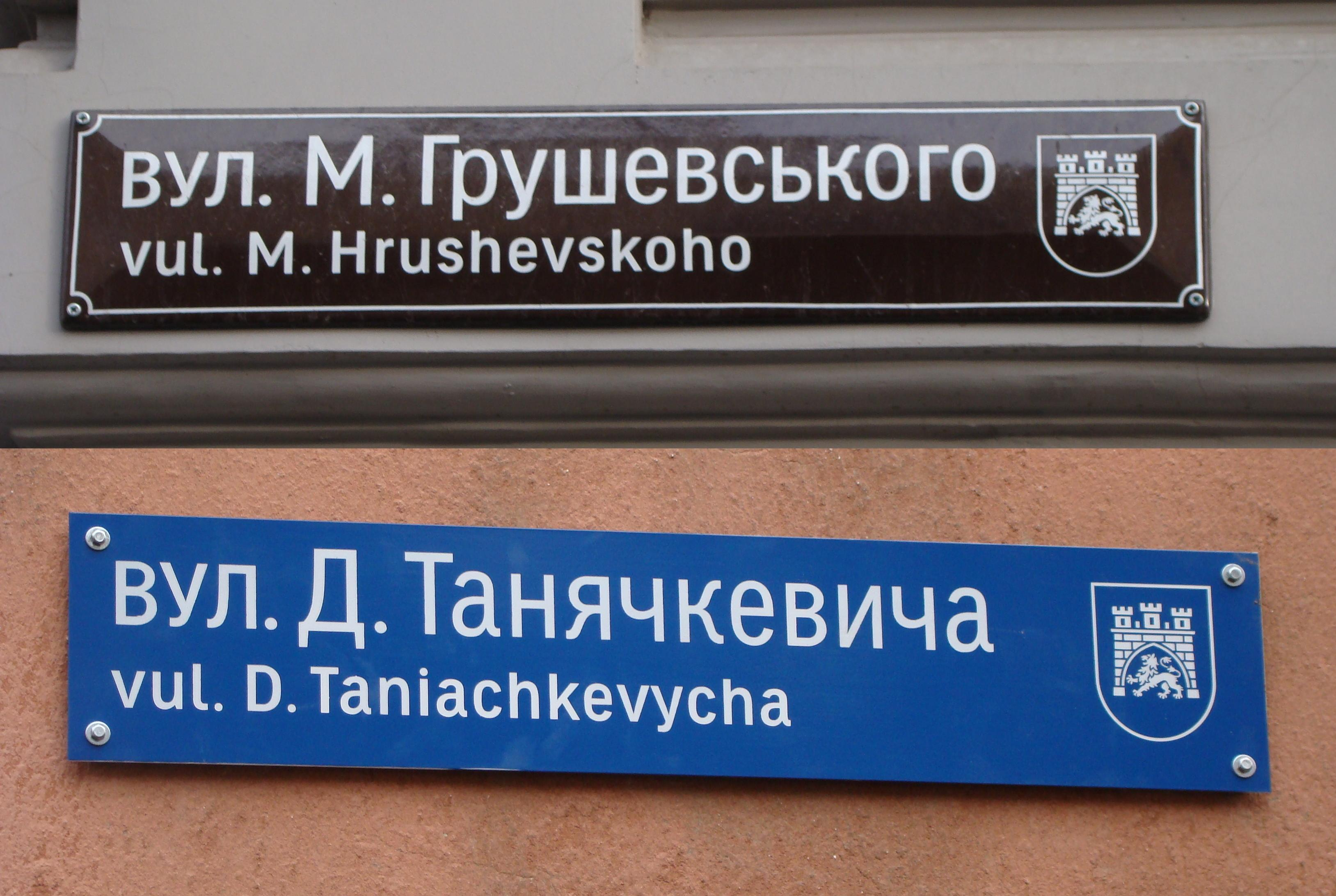
Plaques de rue en ukrainien cyrillique et romanisé dans la ville de Lviv.

Cet article traite de la romanisation de l'ukrainien. Il existe de nombreuses manières d'effectuer une transcription ou une translittération de l'alphabet cyrillique ukrainien en français, ou plus généralement, dans l'alphabet latin.
Bien que l'Organisation internationale de normalisation ait élaboré la norme ISO 9 qui, dans sa version de 1995, permet d'effectuer une translittération de nombreuses langues — dont l'ukrainien — utilisant des alphabets dérivés de l'alphabet cyrillique, les noms ukrainiens sont actuellement toujours transcrits dans différentes langues selon des méthodes propres à chacune d'entre elles. 
Par ailleurs, certains noms propres ukrainiens ont une version française traditionnelle d'utilisation quotidienne comme Kiev pour la capitale Kyiv (d'origine plus ou moins phonétique, à partir de l'ukrainien ou du russe) , ou Léopol, d'usage historique pour Lviv (dérivé du nom latin). Mais il ne s'agit plus là de romanisation.
Le 27 janvier 2010, le gouvernement ukrainien a approuvé une transcription officielle de l'alphabet ukrainien en alphabet latin qui a ultérieurement été adoptée par le Groupe d'experts des Nations unies pour les noms géographiques (GENUNG) pour les toponymes en 2012.

## Tableau des transcriptions
Le tableau ci-dessous présente les romanisations selon différents systèmes :
- transcriptions :
  - transcription phonétique API,
  - transcription française,
  - transcription française de la CNT,
  - système ukrainien,
- translittérations :
  - International Scholarly System,
  - ISO 9,
  - Romanisation ALA-LC 1997,
  - romanisation BGN/PCGN 1965.

|            | Transcriptions | Transcriptions | Transcriptions | Transcriptions | Translittérations | Translittérations | Translittérations | Translittérations |
| Cyrillique | API            | Français       | CNT            | Ukrainien,     | International     | ISO 9             | ALA/LC            | BGN/PCGN          |
| ---------- | -------------- | -------------- | -------------- | -------------- | ----------------- | ----------------- | ----------------- | ----------------- |
| А а        | [ɑ]            | a              | a              | a              | a                 | a                 | a                 | a                 |
| Б б        | [b]            | b              | b              | b              | b                 | b                 | b                 | b                 |
| В в        | [ʋ]            | v              | v              | v              | v                 | v                 | v                 | v                 |
| Г г        | [ɦ]            | h              | h              | h              | h                 | g                 | h                 | h                 |
| Ґ ґ        | [g]            | g, gu          | g, gu          | g              | g                 | g̀                 | g                 | g                 |
| Д д        | [d]            | d              | d              | d              | d                 | d                 | d                 | d                 |
| Е е        | [ɛ]            | e              | e              | e              | e                 | e                 | e                 | e                 |
| Є є        | [ jɛ]          | ie             | ie             | ie, ye         | je                | ê                 | i͡e                | ye                |
| Ж ж        | [ ʒ]           | j              | j              | zh             | ž                 | ž                 | z͡h                | zh                |
| З з        | [z]            | z              | z              | z              | z                 | z                 | z                 | z                 |
| И и        | [ɪ]            | y              | y              | y              | y                 | i                 | y                 | y                 |
| І і        | [i]            | i              | i              | i              | i                 | ì                 | i                 | i                 |
| Ї ї        | [ ji]          | ï              | ï, yi, i       | i, yi          | ji                | ï                 | ï                 | yi                |
| Й й        | [ j]           | ï, y           | ï              | i, y           | j                 | j                 | ĭ                 | y                 |
| К к        | [k]            | k              | k              | k              | k                 | k                 | k                 | k                 |
| Л л        | [l]            | l              | l              | l              | l                 | l                 | l                 | l                 |
| М м        | [m]            | m              | m              | m              | m                 | m                 | m                 | m                 |
| Н н        | [n]            | n              | n              | n              | n                 | n                 | n                 | n                 |
| О о        | [ɔ]            | o              | o              | o              | o                 | o                 | o                 | o                 |
| П п        | [p]            | p              | p              | p              | p                 | p                 | p                 | p                 |
| Р р        | [r]            | r              | r              | r              | r                 | r                 | r                 | r                 |
| С с        | [s]            | s, ss          | s, ss          | s              | s                 | s                 | s                 | s                 |
| Т т        | [t]            | t              | t              | t              | t                 | t                 | t                 | t                 |
| У у        | [u]            | ou             | ou             | u              | u                 | u                 | u                 | u                 |
| Ф ф        | [f]            | f              | f              | f              | f                 | f                 | f                 | f                 |
| Х х        | [ x]           | kh             | kh             | kh             | x, ch             | h                 | kh                | kh                |
| Ц ц        | [t͡s]           | ts             | ts             | ts             | c                 | c                 | t͡s                | ts                |
| Ч ч        | [ t͡ʃ ]         | tch            | tch            | ch             | č                 | č                 | ch                | ch                |
| Ш ш        | [ ʃ ]          | ch             | ch             | sh             | š                 | š                 | sh                | sh                |
| Щ щ        | [ ʃt͡ʃ ]        | chtch          | chtch          | shch           | šč                | ŝ                 | shch              | shch              |
| Ю ю        | [ ju]          | iou            | iou            | iu, yu         | ju                | û                 | i͡u                | yu                |
| Я я        | [ jɑ]          | ia             | ia, ïa         | ia, ya         | ja                | â                 | i͡a                | ya                |
| Ь ь        | [◌ʲ]           | -              | -              | -              | ′                 | ′                 | ′                 | ’                 |
| ’          | -              | -              | -              | -              | ’                 | ”                 | ’                 | -                 |